# Seznam olympijských medailistů v curlingu
Curling se na zimních olympijských hrách objevil už v roce 1924 v Chamonix, ale až před ZOH v Turíně roku 2006 rozhodl mezinárodní olympijský výbor o tom, že curling na ZOH 1924 byl oficiálním sportem zimní olympiády a ne sportem ukázkovým. Poté vypadl z oficiálního programu ZOH na dlouhých 74 let. Několikrát se sice objevil na ZOH jako ukázkový sport jako v letech 1932, 1988 a 1992, ale až v roce 1998 v Naganu se stal opět oficiálním sportem zimních olympijských her.

## Muži
- V programu ZOH se tato disciplína objevila v roce 1924.
- V letech 1932, 1988 a 1992 jako ukázkový sport.
- Do programu ZOH opětovně zařazena od roku 1998.

| Rok                     | Zlato | Stříbro | Bronz |
| ----------------------- | --- | --- | --- |
| ZOH 1924 Chamonix       | Velká Británie (GBR) · Willie Jackson · Robin Welsh · Tom Murray · Laurence Jackson · John T. S. Robertson-Aikman · John McLeod · Wiliam Brown · D. G. Astley · R. Cousin | Švédsko (SWE) · Carl Wilheim Petersén · Carl Angust Kronlund · Johan Petter Åhlén · Ture Ödlund · Carl Axel Pettersson · Erik Severin · Karl Wahlberg · Victor Wetterström | Francie (FRA) · Henri Cournollet · Georges André · Armand Bénédic · Jacques Canivet · H. Aldebert · R. Planque |
| ZOH 1932 Lake Placid    | Kanada (CAN) Manitoba · William H. Burns · James L. Bowman · Robert B. Pow · Errick F. Willis                                                                             | Kanada (CAN) Ontario · E.F. George · Frank P. McDonald · Archibald Lockhart · Russell G. Hall                                                                              | Kanada (CAN) Québec · William Brown · T. Howard Stewart · John Leonard · Albert Maclaren                       |
| ZOH 1988 Calgary        | Norsko (NOR) · Eigil Ramsfjell · Sjur Loen · Morten Søgaard · Bo Bakke · Gunnar Meland                                                                                    | Švýcarsko (SUI) · Hans-Jürg Lips · Rico Simen · Stefan Luder · Peter Lips · Mario Fluckinger                                                                               | Kanada (CAN) · Ed Lukowich · John Ferguson · Neil Houston · Brent Syme · Wayne Hart                            |
| ZOH 1992 Albertville    | Švýcarsko (SUI) · Urs Dick · Jürgen Dick · Robert Hürlimann · Thomas Kläy · Peter Däppen                                                                                  | Norsko (NOR) · Tormod Andreassen · Stig-Arne Gunnestad · Flemming Davanger · Kjell Berg · Pål Trulsen                                                                      | Spojené státy americké (USA) · Bud Somerville · Tim Somerville · Mike Strum · Bill Strum · Bob Nichols         |
| ZOH 1998 Nagano         | Švýcarsko (SUI) · Patrick Hürlimann · Patrik Lörtscher · Daniel Müller · Diego Perren · Dominic Andres                                                                    | Kanada (CAN) · Mike Harris · Richard Hart · Collin Mitchell · George Karrys · Paul Savage                                                                                  | Norsko (NOR) · Eigil Ramsfjell · Jan Thoresen · Stig-Arne Gunnestad · Anthon Grimsmo · Tore Torvbråten         |
| ZOH 2002 Salt Lake City | Norsko (NOR) · Pål Trulsen · Lars Vågberg · Flemming Davanger · Bent Ånund Ramsfjell · Torger Nergård                                                                     | Kanada (CAN) · Kevin Martin · Don Walchuk · Carter Rycroft · Don Bartlett · Ken Tralnberg                                                                                  | Švýcarsko (SUI) · Andi Schwaller · Christof Schwaller · Markus Eggler · Damian Grichting · Marco Ramstein      |
| ZOH 2006 Turín          | Kanada (CAN) · Russ Howard · Brad Gushue · Mark Nichols · Jamie Korab · Mike Adam                                                                                         | Finsko (FIN) · Markku Uusipaavalniemi · Wille Mäkelä · Kalle Kiiskinen · Teemu Salo · Jani Sullanmaa                                                                       | Spojené státy americké (USA) · Pete Fenson · Shawn Rojeski · Joe Polo · John Shuster · Scott Baird             |
| ZOH 2010 Vancouver      | Kanada (CAN) · Kevin Martin · John Morris · Mark Kennedy · Ben Hebert · Adam Enright                                                                                      | Norsko (NOR) · Thomas Ulsrud · Torger Nergård · Christoffer Svae · Håvard Vad Petersson · Thomas Løvold                                                                    | Švýcarsko (SUI) · Ralph Stöckli · Jan Hauser · Markus Eggler · Simon Strübin · Toni Müller                     |
| ZOH 2014 Soči           | Kanada (CAN) · Brad Jacobs · Ryan Fry · E. J. Harnden · Ryan Harnden · Caleb Flaxey                                                                                       | Velká Británie (GBR) · David Murdoch · Greg Drummond · Scott Andrews · Michael Goodfellow · Tom Brewster                                                                   | Švédsko (SWE) · Niklas Edin · Sebastian Kraupp · Fredrik Lindberg · Viktor Kjäll · Oskar Eriksson              |
| ZOH 2018 Pchjongčchang  | Spojené státy americké (USA) · John Shuster · Tyler George · Matt Hamilton · John Landsteiner · Joe Polo                                                                  | Švédsko (SWE) · Niklas Edin · Oskar Eriksson · Rasmus Wranå · Christoffer Sundgren · Henrik Leek                                                                           | Švýcarsko (SUI) · Benoît Schwarz · Claudio Pätz · Peter de Cruz · Valentin Tanner                              |
| ZOH 2022 Peking         | Švédsko (SWE) · Niklas Edin · Oskar Eriksson · Rasmus Wranå · Christoffer Sundgren · Daniel Magnusson                                                                     | Velká Británie (GBR) · Bruce Mouat · Grant Hardie · Bobby Lammie · Hammy McMillan Jr. · Ross Whyte                                                                         | Kanada (CAN) · Brad Gushue · Mark Nichols · Brett Gallant · Geoff Walker · Marc Kennedy                        |

## Ženy
- V letech 1988 a 1992 jako ukázkový sport.
- Do programu ZOH zařazena tato disciplína od roku 1998.

| Rok                     | Zlato | Stříbro | Bronz |
| ----------------------- | --- | --- | --- |
| ZOH 1988 Calgary        | Kanada (CAN) · Linda Mooreová · Lindsay Sparkesová · Debbie Jonesová · Penny Ryanová · Patti Vandeová                | Švédsko (SWE) · Elisabeth Högströmová · Monika Janssonová · Birgitta Sewiková · Marie Henrikssonová · Anette Norbergová          | Norsko (NOR) · Trine Trulsenová · Dordi Nordbyová · Hanne Pettersenová · Mette Halvorsenová · Ellen Githmarková               |
| ZOH 1992 Albertville    | Německo (GER) · Andrea Schöppová · Stephanie Mayrová · Monika Wagnerová · Sabine Huthová · Christiane Scheibelová    | Norsko (NOR) · Dordi Nordbyová · Hanne Pettersenová · Mette Halvorsenová · Anne Jøtunová · Marianne Aspelinová                   | Kanada (CAN) · Julie Suttonová · Jodie Suttonová · Melissa Soligová · Karri Willmsová · Elaine Dagg-Jacksonová                |
| ZOH 1998 Nagano         | Kanada (CAN) · Sandra Schmirlerová · Jan Betkerová · Joan McCuskerová · Marcia Gudereitová · Atina Ford-Johnstonová  | Dánsko (DEN) · Helena Blach Lavrsenová · Margit Pörtnerová · Dorthe Holmová · Trine Qvistová · Jane Bidstrupová                  | Švédsko (SWE) · Elisabet Gustafsonová · Katarina Nybergová · Louise Marmontová · Elisabeth Perssonová · Margaretha Lindahlová |
| ZOH 2002 Salt Lake City | Velká Británie (GBR) · Rhona Martinová · Debbie Knoxová · Fiona MacDonaldová · Janice Rankinová · Margaret Mortonová | Švýcarsko (SUI) · Luzia Ebnötherová · Mirjam Ottová · Tanya Freiová · Laurence Bidaudová · Nadia Raspe-Röthlisbergerová          | Kanada (CAN) · Kelley Lawová · Julie Skinnerová · Georgina Wheatcroftová · Diane Nelson-Dezuraová · Cheryl Nobleová           |
| ZOH 2006 Turín          | Švédsko (SWE) · Anette Norbergová · Eva Lundová · Cathrine Lindahlová · Anna Svärd-Le Moineová · Ulrika Bergmanová   | Švýcarsko (SUI) · Mirjam Ottová · Binia Beeli-Feltscherová · Valeria Spältyová · Michèle Moserová · Manuela Kormannová           | Kanada (CAN) · Shannon Kleibrinková · Amy Nixonová · Glenys Bakkerová · Christine Keshenová · Sandra Jenkinsová               |
| ZOH 2010 Vancouver      | Švédsko (SWE) · Anette Norbergová · Eva Lundová · Cathrine Lindahlová · Anna Svärd-Le Moineová · Kajsa Bergströmová  | Kanada (CAN) · Cheryl Bernardová · Susan O'Connorová · Carolyn Darbyshireová · Cori Bartelová · Kristie Mooreová                 | Čína (CHN) · Bingyu Wangová · Yin Liuová · Qingshuang Yueová · Yan Zhouová · Jinli Liuová                                     |
| ZOH 2014 Soči           | Kanada (CAN) · Jennifer Jonesová · Kaitlyn Lawesová · Jill Officerová · Dawn McEwenová · Kirsten Wallová             | Švédsko (SWE) · Margaretha Sigfridssonová · Maria Prytzová · Christina Bertrupová · Maria Wennerströmová · Agnes Knochenhauerová | Velká Británie (GBR) · Eve Muirheadová · Anna Sloanová · Vicki Adamsová · Claire Hamiltonová · Lauren Grayová                 |
| ZOH 2018 Pchjongčchang  | Švédsko (SWE) · Anna Hasselborgová · Sara McManusová · Agnes Knochenhauerová · Sofia Mabergsová · Jennie Wåhlinová   | Jižní Korea (KOR) · Kim Eun-jung · Kim Kyeong-ae · Kim Seon-yeong · Kim Yeong-mi · Kim Cho-hi                                    | Japonsko (JPN) · Satsuki Fujisawaová · Chinami Yoshidaová · Yumi Suzukiová · Yurika Yoshidaová · Mari Motohashiová            |
| ZOH 2022 Peking         | Velká Británie (GBR) · Eve Muirheadová · Vicky Wrightová · Jennifer Doddsová · Hailey Duffová · Mili Smithová        | Japonsko (JPN) · Satsuki Fujisawa · Chinami Yoshida · Yumi Suzuki · Yurika Yoshida · Kotomi Ishizaki                             | Švédsko (SWE) · Anna Hasselborgová · Sara McManusová · Agnes Knochenhauerová · Sofia Mabergsová · Johanna Heldinová           |

## Smíšené dvojice
- Do programu ZOH zařazena tato disciplína od roku 2018.

| Rok                    | Zlato                                                 | Stříbro                                                 | Bronz                                                   |
| ---------------------- | ----------------------------------------------------- | ------------------------------------------------------- | ------------------------------------------------------- |
| ZOH 2018 Pchjongčchang | Kanada (CAN) · Kaitlyn Lawesová · John Morris         | Švýcarsko (SUI) · Jenny Perretová · Martin Rios         | Norsko (NOR) · Kristin Skaslienová · Magnus Nedregotten |
| ZOH 2022 Peking        | Itálie (ITA) · Stefania Constantiniová · Amos Mosaner | Norsko (NOR) · Kristin Skaslienová · Magnus Nedregotten | Švédsko (SWE) · Almida de Valová · Oskar Eriksson       |